# Arhesiro clousi
Arhesiro clousi is een hooiwagen uit de familie Sironidae. 